# Ptaki w Księdze Mormona
Ptaki w Księdze Mormona – opis wystąpień ptaków w teologii ruchu świętych w dniach ostatnich, powiązanych bezpośrednio z Księgą Mormona.
Ptaki są wspominane wielokrotnie na kartach Księgi Mormona, jednego z pism świętych ruchu świętych w dniach ostatnich (mormonów). Wykorzystywane jako metafora troski rodzicielskiej oraz gromadzenia bogactw, pojawiają się także w roli zwierząt ofiarnych. Znalazły odzwierciedlenie w kulturze świętych w dniach ostatnich, dotyczące ptaków fragmenty wykorzystywane są też przez mormońskich teologów i apologetów.

## Ptaki jako narzędzia symboliczne
Ptaki przewijają się w Księdze Mormona w różnych kontekstach, często w metaforach oraz porównaniach.

### Metafora kokoszy
Zgodnie z zapisem przechowanym w wersetach od czwartego do szóstego dziesiątego rozdziału 3. Księgi Nefiego Jezus Chrystus zestawił pragnienie do zgromadzenia swego ludu z instynktem kokoszy gromadzącej swe pisklęta.
Metafora ta była szeroko komentowana. Uznano, iż odzwierciedla ona dążenie Boga do zapewnienia ochrony i opieki swemu ludowi. Zasugerowano nadto, że Chrystus użył tej konkretnej metafory, pragnąc odnowić wiarę i zaufanie do siebie pośród Nefitów. Zamierzał też w ten sposób przypomnieć im o prawdziwej naturze opartej na przymierzu relacji z Bogiem. Zwrócono uwagę, że w metaforze tej Chrystus ma pewne cechy łączone zazwyczaj z kobiecością czy też macierzyństwem. John W. Welch zgodził się z tym wnioskiem, choć dodał też, że transcendentalny Chrystus, wieczny odkupiciel i obrońca, ucieleśnia tutaj wszelkie cnoty. Analizowano także symboliczną wymowę skrzydeł w tym obrazie. Skrzydła te chronią wierzących, stanowiąc stworzone z miłości Chrystusowej okrycie. Pełnią więc tę samą funkcję co pióra kokoszy chroniącej swoje pisklęta przed drapieżnikami.
W innym źródle zwrócono również na literacki aspekt tego porównania oraz na jego funkcję doktrynalną, zwłaszcza w kontekście zadośćuczynienia. Przywoływano je nadto w analizie struktury przemów Chrystusa zawartych w 3. Księdze Nefiego. Osadzano je przy tym głębiej w pismach świętych wchodzących w skład mormońskiego kanonu. Zestawiano opisywane wersety 3. Księgi Nefiego tak z trzydziestym siódmym wersetem dwudziestego trzeciego rozdziału Ewangelii Mateusza, jak i dwoma fragmentami Nauk i Przymierzy, mianowicie wersetem pierwszym i drugim rozdziału dwudziestego dziewiątego oraz wersetem sześćdziesiątym piątym rozdziału dziesiątego.
Metafora kokoszy komentowana była także przez członków władz naczelnych Kościoła. Starszy Marvin J. Ashton, członek Kworum Dwunastu Apostołów powiązał ją z koniecznością podejmowania wysiłków misjonarskich przez aktywnych i praktykujących świętych w dniach ostatnich. Praca taka powinna uwzględniać szczególnie ludzi zagubionych i zbaczających ze ścieżki przymierzy, w duchu wspierania Chrystusa i jego przepełnionych miłością pragnień.

### Inne użycia symboliczne
Izajasz powtórzył przechwałki króla asyryjskiego, który twierdził, że zagarnął bogactwa podbitych przez siebie ludzi podobnie do jajek zabieranych z porzuconego gniazda. Tekst ten miał zostać przechowany na mosiężnych płytach i trafić później do czternastego wersetu dwudziestego rozdziału 2. Księgi Nefiego. W tej samej partii materiału Izajasz wspomina o sowach, opisując opustoszałe, niezamieszkane przez człowieka miejsca. Dwudziesty siódmy werset jedenastego rozdziału 1. Księgi Nefiego naucza o Duchu Świętym, który zstąpił na Chrystusa w postaci gołębicy, tuż po chrzcie, w zgodności z przekazem ewangelicznym. Jeredyckie barki wspomniane w wersecie szesnastym drugiego rozdziału Księgi Etera unosiły się na wodzie właśnie niczym ptak.

## Ptaki w pozostałych kontekstach
Ptaki pojawiają się w mormońskim świętym tekście również w sensie dosłownym. Wspomina się je jako zwierzęta ofiarne w wersecie dziesiątym trzydziestego czwartego rozdziału Księgi Almy oraz jako stworzenia Boże w piętnastym wersecie drugiego rozdziału 2. Księgi Nefiego. Księga napomyka także, że ptaki żywione są przez Boga – zgodnie z dwudziestym szóstym wersetem trzynastego rozdziału 3. Księgi Nefiego. Jeredyci łowili ptactwo – zgodnie z przekazem drugiego wersetu drugiego rozdziału Księgi Etera. Przewozili je także podczas swych podróży – zgodnie z czwartym wersetem szóstego rozdziału Księgi Etera. Abinadi przestrzegał, że lud króla Noego zostanie zniszczony, a sępy pożerać będą ciała należących do niego ludzi. Podobny los spotkał wielu z walczących przeciwko Almie Lamanitów oraz Amlikitów, co zostało wspomniane w trzydziestym ósmym wersecie drugiego rozdziału Księgi Almy.

## W mormońskiej teologii i badaniach Księgi Mormona
Ptaki w Księdze Mormona stanowią jeden z punktów wyjściowych do dyskusji na gruncie mormońskiej teologii. Joseph Smith, pierwszy prezydent Kościoła Jezusa Chrystusa Świętych w Dniach Ostatnich, komentując wspomniany wyżej zapis z 1. Księdze Nefiego o Duchu Świętym zstępującym na ochrzczonego Chrystusa w postaci gołębicy, powiedział Jan miał przywilej ujrzenia Świętego Ducha zstępującego w postaci gołębicy, albo raczej pod znakiem gołębicy, jako świadka tego obrzędu. Znak ten miał zostać ustanowiony przed stworzeniem świata i służyć wyłącznie do poświadczenia chrztu Jezusa. Duch Święty jest w mormońskich wierzeniach osobą, występującą jedynie pod postacią osoby. Nie mógł zatem przybrać postaci gołębicy.
Uwzględniono ptaki w spekulacjach dotyczących tego, jakie zwierzęta mogli zabrać ze sobą na kontynent amerykański Jeredyci, jakie natomiast już na nim zastali. Zauważono, że problem jest złożony – głównie ze względu na rozbieżności znaczeniowe między poszczególnymi partiami tekstu źródłowego wspominającymi ptaki. Ponownie, ściśle na gruncie rozważań teologicznych, postulowano, że ziemie amerykańskie przed migracją na nie Jeredytów mogły być pozbawione rodzimych gatunków ptactwa.
Podobne spekulacje powinno się jednak bezwzględnie odczytywać w kontekście, do którego przynależą. Istotnym składnikiem mormońskiej koncepcji rzeczywistości jest materializm. Joseph Smith nauczał, że nawet duch jest ostatecznie jedynie formą materii. Inny wczesny mormoński przywódca i jednocześnie prominentny specjalista w zakresie doktryny, Orson Pratt stwierdził, że jakakolwiek teologia, która nie odwołuje się do materializmu jest absurdem. Materializm, wraz ze stanowiącym fundamentalny element mormońskiej doktryny przekonaniem o historyczności Księgi Mormona, prowadzi świętych w dniach ostatnich do wykorzystywania w swych dociekaniach teologicznych innych nauk, w tym nauk ścisłych.
Analizowano potencjalną rolę ptaków w podróży rodziny patriarchy Lehiego oraz ich towarzyszy po opuszczeniu Jerozolimy. Wskazywano, że większość ptaków lądowych stara się trzymać blisko źródeł wody pitnej. Ptaki mogły być wykorzystywane zatem przez karawanę pod przewodnictwem Lehiego do lokalizowania naturalnych źródeł świeżej wody. Pochylano się też nad związkiem między gatunkami ptaków występującymi na terenach, które miała ta karawana przemierzać, a prawem mojżeszowym. Zgodnie bowiem ze starotestamentalną Księgą Powtórzonego Prawa Żydzi mogli spożywać jedynie gatunki ptaków uznane za czyste, wobec których dokonano prawidłowego uboju rytualnego. Lehi, w mormońskiej perspektywie posiadacz kapłaństwa Melchizedeka, mógł takiego uboju dokonywać.
Odwoływano się do ptaków w apologetycznych próbach umiejscowienia kultur opisywanych w Księdze Mormona w kontekście historycznym. Odnosząc się do obecnych w mormońskim dyskursie intelektualnym spekulacji o związkach Jeredytów z Sumerami, zauważono, że w kulturze sumeryjskiej występowali myśliwi polujący na ptaki przy pomocy sieci. Łączono ten fakt ze wspomnianym wyżej wersetem drugim drugiego rozdziału Księgi Etera. Na ten sam ustęp powołano się, wskazując, że przedstawienia ptaków odnaleziono przynajmniej w jednym olmeckim stanowisku archeologicznym. Wychodząc od wspomnianego wyżej ustępu o Chrystusie gromadzącym swój lud niczym kokosz gromadząca swoje pisklęta zastanawiano się również, czy Nefici znali i wykorzystywali kurczaki. Przyznawano, że mogli rozumieć tę metaforę bez znajomości konkretnego ptaka. Niemniej mormońska apologetyka powołuje się na badanie, zgodnie z którym kurczaki mogły być obecne w prekolumbijskiej Ameryce dzięki sprowadzeniu ich tam ze wschodniej Azji.
Wymieniano szereg gatunków ptaków, które mogły istnieć w środowisku opisywanym w Księdze Mormona. Podejmowano też wyprawy terenowe mające na celu ich identyfikację, w tym w 2000 oraz w 2004.
Nad ptakami pojawiającymi się w Księdze Mormona pochylano się już przeszło sto lat temu, we wczesnych systematycznych pracach poświęconym temu tekstowi. Zarówno starszy George Reynolds w swoim opublikowanym w 1891  A Dictionary of the Book of Mormon, Comprising Its Biographical, Geographical and Other Proper Names, jak i Alvin Knisley ze Zreorganizowanego Kościoła Jezusa Chrystusa Świętych w Dniach Ostatnich w swoim Dictionary of the Book of Mormon z 1909 poświęcili ptakom lakoniczne notki.

## W mormońskiej kulturze
Niektóre z wymienionych w Księdze Mormona gatunków ptaków pojawiły się w kościelnych materiałach edukacyjnych przeznaczonych dla dzieci, w tym w numerze pisma „Friend” z sierpnia 2008.